# حزب لیبرال دموکراتیک آلمان
حزب لیبرال دموکرات آلمان (آلمانی: Liberal-Demokratische Partei Deutschlandsبا LDPD) یک حزب سیاسی در جمهوری دموکراتیک آلمان یا همان آلمان شرقی بود. این حزب نیز همانند دیگر احزاب بلوک شرق عضوی از حزب اتحاد سوسیالیستی آلمان (SED) به شمار می‌رفت و در این حزب ملی ۵۲ کرسی در اختیار داشت.

## تأسیس

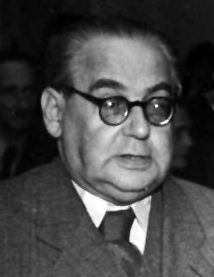
تاسیس کننده این حزب

این حزب پس از سقوط آلمان نازی در جنگ جهانی دوم و در ژوئیه ۱۹۴۶ تأسیس و رهبری آن بر عهده والدمار کخ بود. در ابتدای کار این ایده وجود داشت که اتحادی از لیبرال‌های آلمان شرقی به همراه دموکرات مسیحی‌ها شکل بگیرد اما در همان ابتدا این ایده ترک شد و حزب دموکراتیک آلمان رسماً شکل گرفت.
پس از درگیری‌های درون حزبی در نوامبر ۱۹۴۵ کخ از حزب کنار گذاشته شد و ویلهم کولز رسماً جانشین او شد. در اولین انتخابات آزاد در سال ۱۹۴۶ به عنوان توانست جایگاه سوم را در انتخابات پس از احزاب اتحاد سوسیالیستی آلمان و دموکرات مسیحی کسب کند.

## تلاش برای وحدت

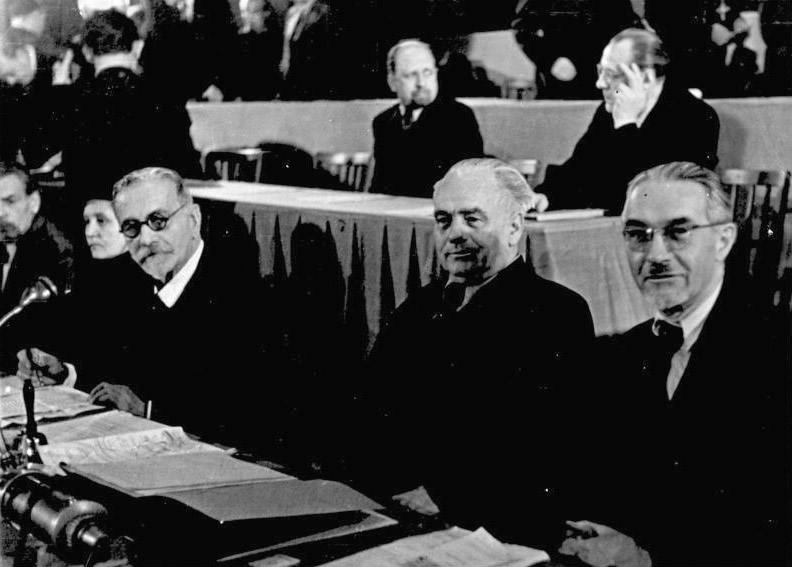
ویلهلم کولز (سمت چپ) در ماه دسامبر سال ۱۹۴۷ با ویلهلم پیک (SED) و (CDU) در "کنگره مردمی آلمان"

در ژوئیه ۱۹۴۶ احزاب مختلف دو بخش شرقی و غربی آلمان کنگره‌ای با عنوان «کنگره مردمی آلمان برای اتحاد و صلح» برگزار کردند که در آن برای اتحاد هر دو بخش آلمان تلاش شد اما نتیجه‌ای به دنبال نداشت. نمایندگان حزب لیبرال دموکرات نیز در این کنگره حضور فعال داشتند.

## تماس‌های خارجی
حزب لیبرال دموکرات آلمان با احزاب هم نظر خود در دیگر کشورهای بلوک شرق در ارتباط بود، که در این بین می‌توان از احزابی چون: حزب دموکرات لهستانی (Stronnictwo Demokratyczne SD), حزب سوسیالیست چکسلواکی (Československá strana socialistická CSS), حزب دموکرات ویتنام و حزب دموکرات کره (Chõson Sahoeminjudang CS) نام برد. این حزب همچنین با حزب دموکرات آزاد آلمان در آلمان غربی نیز تماس داشت که در دهه ۸۰ میلادی این روابط نسبت به دهه ۶۰ و ۷۰ بسیار گرم‌تر شده بود.

## پیوندها
- حزب لیبرال دموکرات آلمان از chronik der wende بایگانی‌شده  در ۱۴ دسامبر ۲۰۰۴ توسط Wayback Machine
- FDP طول می‌کشد 'بلوک فلوت' (در آلمان)